# Stockbridge (Massachusetts)
Pour les articles homonymes, voir Stockbridge.
Stockbridge est une ville du comté de Berkshire, dans l’État du Massachusetts, aux États-Unis. Elle comptait 1 947 habitants en 2010. Elle est évoquée dans la suite musicale Three Places in New England et dans le film Alice’s Restaurant. Dans cette ville se trouvent le musée Norman-Rockwell — du nom du peintre américain qui y vécut les dernières années de sa vie — et le sanctuaire de la Miséricorde-Divine, établi par les Marianistes polonais et désigné sanctuaire national en 1996.

## Personnalités liées à la ville
- Henry W. Dwight (1788-1845), homme politique, y est né.
- Joseph Jastrow (1863-1944), psychologue et universitaire, y est mort.
- Catharine Sedgwick (1789-1867) romancière y est née,
- Norman Rockwell (1894-1978), illustrateur, y est mort.